# Carhenge
Carhenge est une réplique du monument de Stonehenge situé près de la ville d'Alliance dans le Nebraska, aux États-Unis. Au lieu d'être construit avec de grandes pierres dressées comme cela est le cas avec le Stonehenge original, Carhenge est créé à partir de voitures usagées recouvertes de peinture grise.
Carhenge est une œuvre de Jim Reinders datant de 1987.

Panorama du site de Carhenge.